# Strängnäs
Strängnäs és una ciutat al centre de Suècia, situat a la vora del llac Mälaren a la província de Södermanland, a uns 80 km a l'oest d'Estocolm. La ciutat té una població aproximada de 13.000 habitants, i és la seu del municipi del mateix nom amb 31.000 habitants.